# Saint-Pierre-sur-Dropt

Saint-Pierre-sur-Dropt este o comună în departamentul Lot-et-Garonne din sud-vestul Franței. În 2009 avea o populație de 270 de locuitori.

## Evoluția populației
| An        | 1975 | 1982 | 1990 | 1999 | 2006 | 2009 |
| --------- | ---- | ---- | ---- | ---- | ---- | ---- |
| Populație | 295  | 263  | 244  | 226  | 254  | 270  |